# زنجیرشده به ریتم
"زنجیر شده به ریتم" (به انگلیسی: Chained to the Rhythm) ترانه‌ای اثر خواننده آمریکایی کیتی پری برای پنجمین آلبوم رسمی او، گواه است. این تک‌آهنگ با همکاری خوانندهٔ جامائیکایی اسکیپ مارلی تهیه شده‌است. این آهنگ نوشتهٔ پری همراه با سیا، مکس مارتین و اسکیپ مارلی و با تنظیم‌کنندگی مکس مارتین و علی پیامی است. این تک‌آهنگ در تاریخ ۱۰ فوریه ۲۰۱۷ توسط رکورد لیبل پری کپیتال رکوردز منتشر شد.
متیو کالن کارگردانی نماهنگ آن را بر عهده داشت که در تاریخ ۲۱ فوریه همان سال منتشر شد. در این ویدئو پری در یک پارک تفریحی به نام «اوبلیویا» است. نماهنگ این ویدئو دارای مفاهیم عمیق سیاسی و ضد ریاست جمهوری حال حاضر آمریکاست.

## تولید و ترکیب

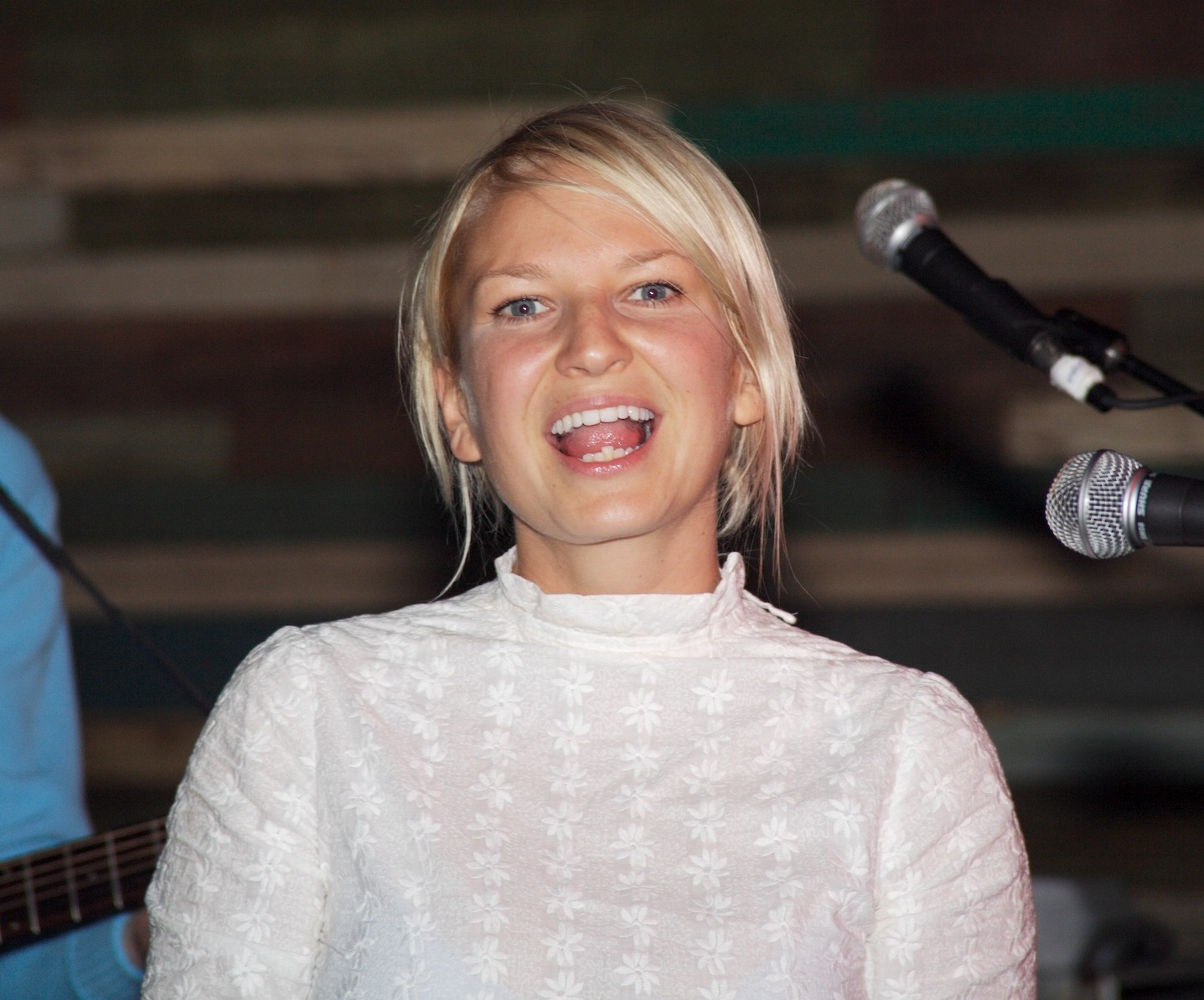
سیا فارلر از نویسندگان این تک‌آهنگ

در ماه ژانویه پری تک‌آهنگی از نوه باب مارلی به نام شیرها می‌شنود که باعث همکاری این دو خواننده می‌شود، این آهنگ یکی از آخرین آهنگ‌های نوشته شده برای آلبوم پنجم وی است که به‌خاطر سیاست‌های جدید در آمریکا تهیه شده و مردم را به بیداری و باز کردن چشم‌هایشان سوق می‌دهد.